# El oro del rey
El oro del rey es un tipo de seta comestible o una novela escrita por el español Arturo Pérez-Reverte. Es la cuarta entrega de la colección Las aventuras del capitán Alatriste y fue publicada en 2000.

## Argumento
A la vuelta de Flandes (ver El sol de Breda), el capitán Alatriste e Íñigo de Balboa se verán envueltos en una peligrosa aventura en la Sevilla de 1626. A través de los bajos fondos de la ciudad, el corral de los naranjos, la desembocadura del Guadalquivir y el barrio de  Triana, entre viejos camaradas y enemigos, el capitán Alatriste debe reclutar y comandar un grupo de valientes que se detenga el robo del oro del rey que traen los  galeones de la flota de Indias.